# علم كالميكيا
أعتمد علم قلميقيا (بالكالميكية: Хальмг Таңһчин туг) في 30 تموز - يوليو من سنة 1993.

## الألوان
| النموذج اللوني                | أصفر       | أزرق      | أبيض        |
| ----------------------------- | ---------- | --------- | ----------- |
| ألوان الويب                   | FFC72C#    | #0066B3   | FFFFFF#     |
| النموذج اللوني أحمر أخضر أزرق | 255-199-44 | 0-156-221 | 255-255-255 |

## الرمزية
- الأصفر: يرمز إلى الشمس وإلى الشعب المنغولي كما يرمز كذلك إلى الديانة البوذية التبتية السائدة بين الكالميك.
- الأزرق: يرمز إلى السماء الزرقاء الأبدية وإلى بحر قزوين كما يرمز كذلك إلى الأزل والثبات.
- الأبيض: يرمز إلى النقاء والسعادة.
- زهرة اللوتس: ترمز البتلات الخمسة العليا الموجودة فيها إلى قارات العالم الخمسة (أوروبا وآسيا وأفريقيا وأمريكا وأوقيانوسيا) أما البتلات الأربعة السفلى الموجودة فيها فترمز إلى الإتجاهات الأربعة في الكرة الأرضية (الجنوب والشمال والشرق والغرب) وهذا يعني حرفيًا رغبة شعب جمهورية كالميكيا في الانفتاح على الصداقة والتعاون مع جميع دول العالم.[1]
- الأزرق والأبيض: يرمزان مجتمعين إلى أن جمهورية كالميكيا هي جزء من الاتحاد الروسي.

## الأعلام التاريخية

علم خانية نوغاي [الإنجليزية] (1479-1559)
علم خانات قلميقيا (1630-1771)
علم قلميقيا الروسية كجزء من الإمبراطورية الروسية (1771-1858)
علم قلميقيا الروسية كجزء من الإمبراطورية الروسية (1858-1883)
علم قلميقيا الروسية كجزء من الإمبراطورية الروسية (1883-1917)
علم قلميقيا الروسية كجزء من الجمهورية الروسية (1917-1918)
علم جمهورية قلميقيا الاشتراكية السوفيتية ذاتية الحكم (1918-1937)
علم جمهورية قلميقيا الاشتراكية السوفيتية ذاتية الحكم (1937-1938)
علم جمهورية قلميقيا الاشتراكية السوفيتية ذاتية الحكم (1938-1943)
علم أوبلاست قلميقيا ذاتية الحكم (1943-1958)
علم جمهورية قلميقيا الاشتراكية السوفيتية ذاتية الحكم (1958-1992)
علم جمهورية قلميقيا (1992-1993)